# Leonardo Madelón
Leonardo Carol Madelón (ur. 25 stycznia 1963 w Cafferacie) – argentyński piłkarz występujący na pozycji pomocnika, trener piłkarski, od 2025 roku prowadzi Unión Santa Fe.